# Dneprhochland
Das Dneprhochland (ukrainisch Придніпровська височина Prydniprowska wyssotschyna) ist ein bis 341,8 m hohes Hochland im Südosten der Osteuropäischen Ebene im Zentrum der Ukraine.
Das Dneprhochland ist die Verlängerung der Podolischen Platte nach Osten zwischen dem Mittellauf des Dnepr und dem Südlichen Bug und Quellregion zahlreicher Flüsse wie Basawluk, Hirskyj Tikytsch, Inhul, Inhulez, Mokra Sura, Ros, Saksahan, Synjucha, Tschornyj Taschlyk und Tjasmyn. Im Osten und Südosten ist das Hochland durchschnittlich 150 m bis 180 m hoch, im Nordwesten 220 m bis 240 m. Im Nordwesten erreicht es etwa drei Kilometer nordwestlich des südlich von Chmilnyk liegenden Dorfs Koschuchiw (Кожухів) mit 341,8 m (⊙) seine höchste Stelle.
Das Dneprhochland liegt in diesen sechs Oblasten: Dnipropetrowsk, Kiew, Kirowohrad, Schytomyr, Tscherkassy und Winnyzja. Im Inneren oder an seinen Rändern liegen unter anderem folgende Ortschaften: Berdytschiw, Bila Zerkwa, Kropywnyzkyj, Krywyj Rih, Schytomyr, Uman und Winnyzja; letzteres befindet sich im Übergangsbereich zur Podolischen Platte am Südlichen Bug. Im Norden ist das Dneprhochland Teil der Waldsteppenzone und im Süden ein solcher der Steppenzone. Geologisch gesehen ist die Landschaft Teil des Ukrainischen Schilds und ist reich an Bodenschätzen wie beispielsweise Eisenerz im Krywbass und Mangan.